# 고난 철도 오와니선
오와니 선(일본어: 大鰐線)은 일본 아오모리현 미나미쓰가루군 오와니정의 오와니 역부터 아오모리 현 히로사키시의 주오히로사키 역을 잇는 고난 철도의 철도 노선이다.

## 노선 정보
- 노선 거리 (영업 거리) : 13.9 km
- 궤간 : 1067mm
- 역 수 : 14역 (기.종점역 포함)
- 복선화 구간 : 없음 (전 구간 단선)
- 전철화 구간 : 전 구간 전철화 (직류 1500V)
- 폐색 방식 : 자동 폐색식
- 교환 가능역 : 6 (오와니 역, 사바이시 역, 이시카와 역, 쓰가루오사와 역, 지토세 역, 히로사키가쿠엔다이마에 역)

## 역 목록
| 역명                   | 일어 역명    | 역간 거리 | 영업 거리 | 접속 노선                                | 소재지         | 소재지     |
| ---------------------- | ------------ | --------- | --------- | ---------------------------------------- | -------------- | ---------- |
| 오와니                 | 大鰐         | -         | 0.0       | 동일본 여객철도 오우 본선 (오와니온센역) | 미나미쓰가루군 | 오와니정   |
| 슈쿠가와라             | 宿川原       | 0.9       | 0.9       |                                          | 미나미쓰가루군 | 오와니정   |
| 사바이시               | 鯖石         | 1.3       | 2.2       |                                          | 미나미쓰가루군 | 오와니정   |
| 이시카와푸루마에       | 石川プール前 | 0.8       | 3.0       |                                          | 히로사키시     | 히로사키시 |
| 이시카와               | 石川         | 1.4       | 4.4       |                                          | 히로사키시     | 히로사키시 |
| 기주쿠코코마에         | 義塾高校前   | 1.3       | 5.7       |                                          | 히로사키시     | 히로사키시 |
| 쓰가루오사와           | 津軽大沢     | 1.0       | 6.7       |                                          | 히로사키시     | 히로사키시 |
| 마쓰키타이             | 松木平       | 1.7       | 8.4       |                                          | 히로사키시     | 히로사키시 |
| 고구리야마             | 小栗山       | 0.9       | 9.3       |                                          | 히로사키시     | 히로사키시 |
| 지토세                 | 千年         | 0.7       | 10.0      |                                          | 히로사키시     | 히로사키시 |
| 세이아이추코마에       | 聖愛中高前   | 1.3       | 11.3      |                                          | 히로사키시     | 히로사키시 |
| 히로사키가쿠인다이마에 | 弘前学院大前 | 0.7       | 12.0      |                                          | 히로사키시     | 히로사키시 |
| 히로코시타             | 弘高下       | 1.1       | 13.1      |                                          | 히로사키시     | 히로사키시 |
| 주오히로사키           | 中央弘前     | 0.8       | 13.9      |                                          | 히로사키시     | 히로사키시 |